# Liliana Lubińska
Liliana Lubińska (ur. 14 października 1904 w Łodzi, zm. 19 listopada 1990 w Warszawie) – polska neurobiolog, profesor Instytutu Biologii Doświadczalnej w Warszawie.

## Życiorys
Dzieciństwo spędziła w Rosji, w Moskwie uczęszczała do czterech klas gimnazjum. W 1918 razem z rodziną przeprowadziła się do Warszawy, rok później kontynuowała naukę w Gimnazjum Filologicznym Związku Zawodowego Nauczycieli Polskich Szkół Średnich. W tym okresie zainteresowała się ruchami lewicowymi, uczestniczyła w nielegalnych pochodach pierwszomajowych oraz zorganizowała samokształceniowe kółko nauki o ruchach robotniczych. Po egzaminie maturalnym w 1923 rozpoczęła studia na Wydziale Biologii Uniwersytetu Warszawskiego. 
Po roku wyjechała do Francji, aby kontynuować naukę na Wydziale Nauk Ścisłych na Sorbonie. Po trzech latach studiów uzyskała licencjat w dziedzinie Fizjologii Ogólnej Chemii Biologicznej i Chemii Ogólnej, a następnie otrzymała stanowisko młodszej asystentki prof. Louisa Lapicque'a w Zakładzie Fizjologii Ogólnej. Opracowała dysertację na temat analizy odruchu językowo-szczękowego i odruchu mrugania, za którą wyróżniono ją nagrodom Coëmme Akademii Medycznej w Paryżu oraz uzyskała tytuł docteures scienes. Podczas pobytu we Francji jej zainteresowanie ruchami lewicowymi początkowo zmniejszyło się, a następnie ustąpiło niechęci. 
W 1932 wróciła do Polski i rozpoczęła pracę w Zakładzie Fizjologii Instytutu Biologii Doświadczalnej im. Marcelego Nenckiego PAN pod kierunkiem Kazimierza Białaszewicza. Jako starsza asystentka prowadziła badania nad narkozą magnezową i wpływem magnezu na reakcje nerwowo-mięśniowe. Wówczas poznała Jerzego Konorskiego i Stefana Millera, z którymi prowadziła prace badawcze nad odruchami warunkowymi. W 1933 poślubiła Jerzego Konorskiego. 
Po wybuchu II wojny światowej razem z mężem przedostali się do Suchumi, gdzie dzięki wsparciu Instytutu Pawłowa znaleźli zatrudnienie w Zakładzie Fizjologii Instytutu Medycyny Eksperymentalnej. W 1945 wróciła do Polski, zamieszkała w Łodzi i pracowała nad reaktywacją Instytutu Biologii Doświadczalnej im. Marcelego Nenckiego, równocześnie prowadziła działalność naukową na Uniwersytecie Łódzkim. 
W 1955 w związku z przenosinami instytutu przeprowadziła się do Warszawy, pracowała w Instytucie Neurofizjologii PAN. Była jednym z wąskiej grupy dwunastu członków honorowych IBRO. Została pochowana na cmentarzu komunalnym Północnym w Warszawie.